# Oldenlandia mairei
Oldenlandia mairei är en måreväxtart som först beskrevs av Augustin Abel Hector Léveillé, och fick sitt nu gällande namn av Woon Young Chun. Oldenlandia mairei ingår i släktet Oldenlandia och familjen måreväxter. Inga underarter finns listade i Catalogue of Life.